# Miolles
Miolles (okzitanisch: Muòlas) ist eine französische Gemeinde mit 107 Einwohnern (Stand: 1. Januar 2022) im Département Tarn in der Region Okzitanien. Die Gemeinde gehört zum Arrondissement Albi und zum Kanton Le Haut Dadou (bis 2015: Kanton Alban).

## Lage
Miolles liegt etwa 32 Kilometer ostsüdöstlich von Albi. Am Südrand der Gemeinde entspringt der Oulas. Umgeben wird Miolles von den Nachbargemeinden Curvalle im Norden und Nordwesten, Balaguier-sur-Rance im Osten und Nordosten, Pousthomy im Osten und Südosten, Montfranc im Südosten sowie Massals im Süden und Westen.

## Bevölkerungsentwicklung
| Jahr                      | 1962 | 1968 | 1975 | 1982 | 1990 | 1999 | 2006 | 2013 |
| Einwohner                 | 227  | 196  | 168  | 152  | 130  | 118  | 110  | 96   |
| Quelle: Cassini und INSEE |      |      |      |      |      |      |      |      |